# 芒格鲁尔皮尔
芒格鲁尔皮尔（Mangrulpir），是印度马哈拉施特拉邦Washim县的一个城镇。总人口27686（2001年）。

## 人口
该地2001年总人口27686人，其中男性14333人，女性13353人；0—6岁人口4093人，其中男2082人，女2011人；识字率72.27%，其中男性为77.79%，女性为66.36%。